# ألفا روميو اس زد
ألفا روميو اس زد (بالإنجليزية: Alfa Romeo SZ) هي سيارة تم تصنيعها من قبل شركة ألفا روميو للسيارات الإيطالية.

## معرض صور

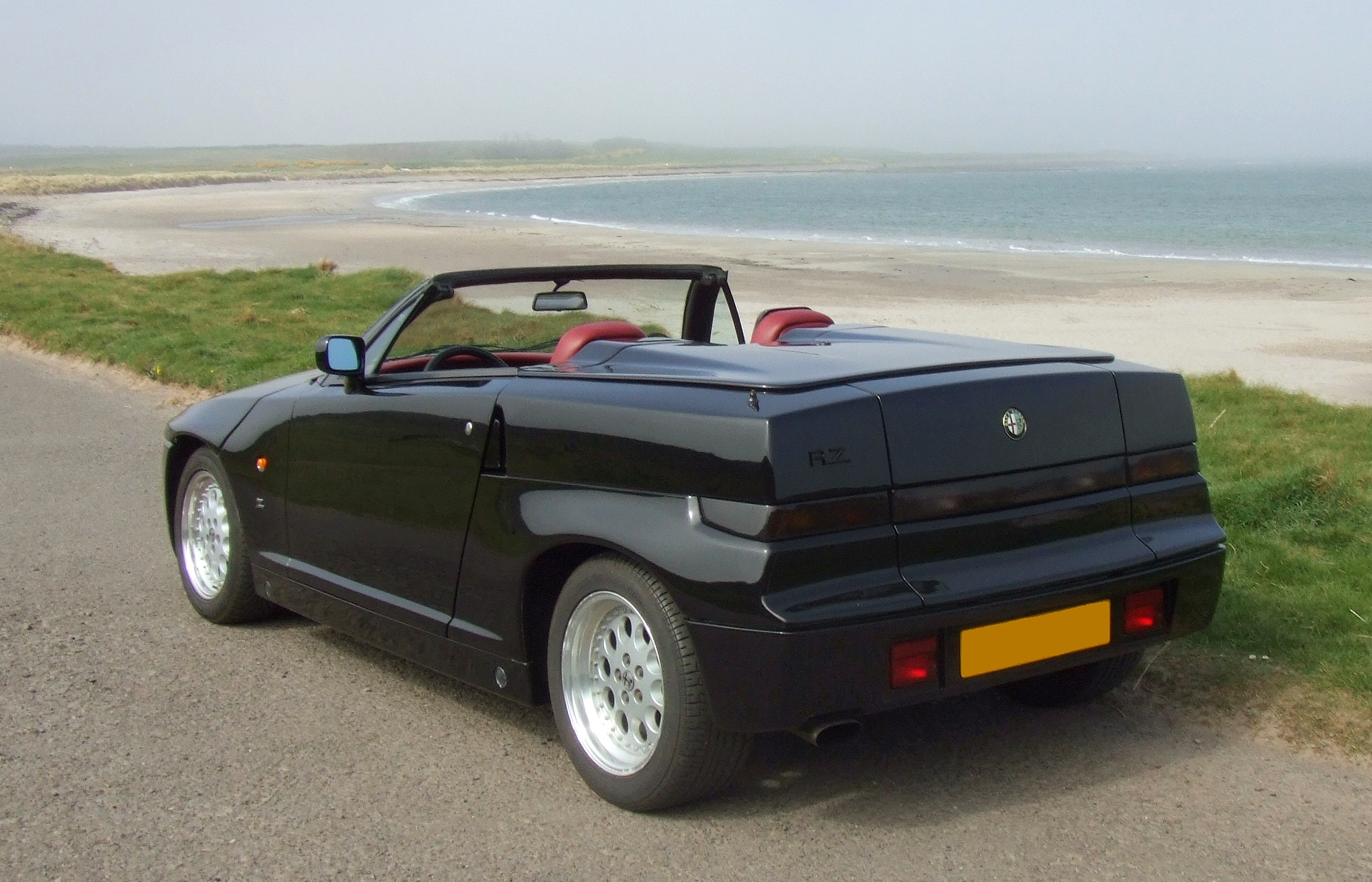
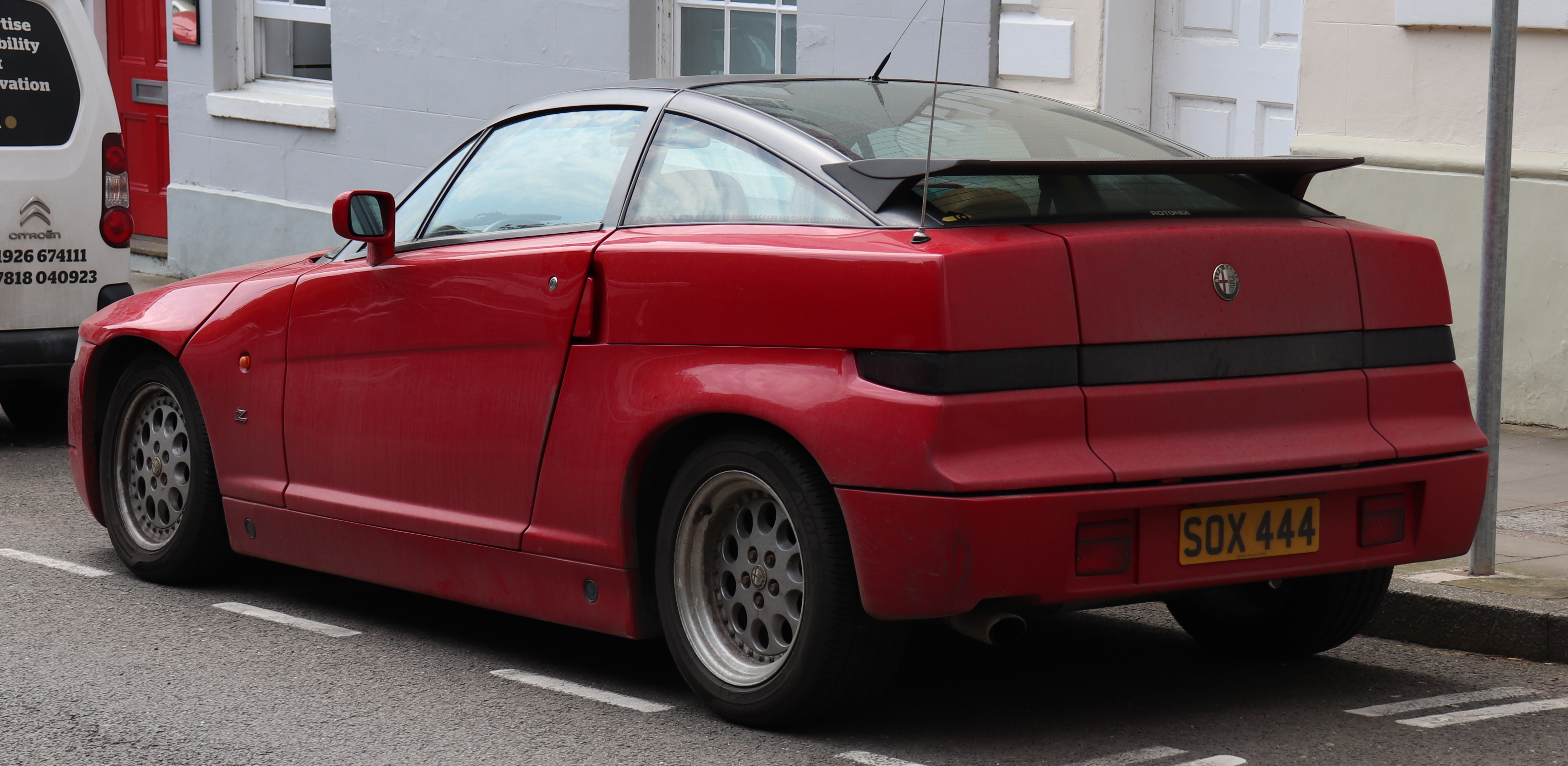
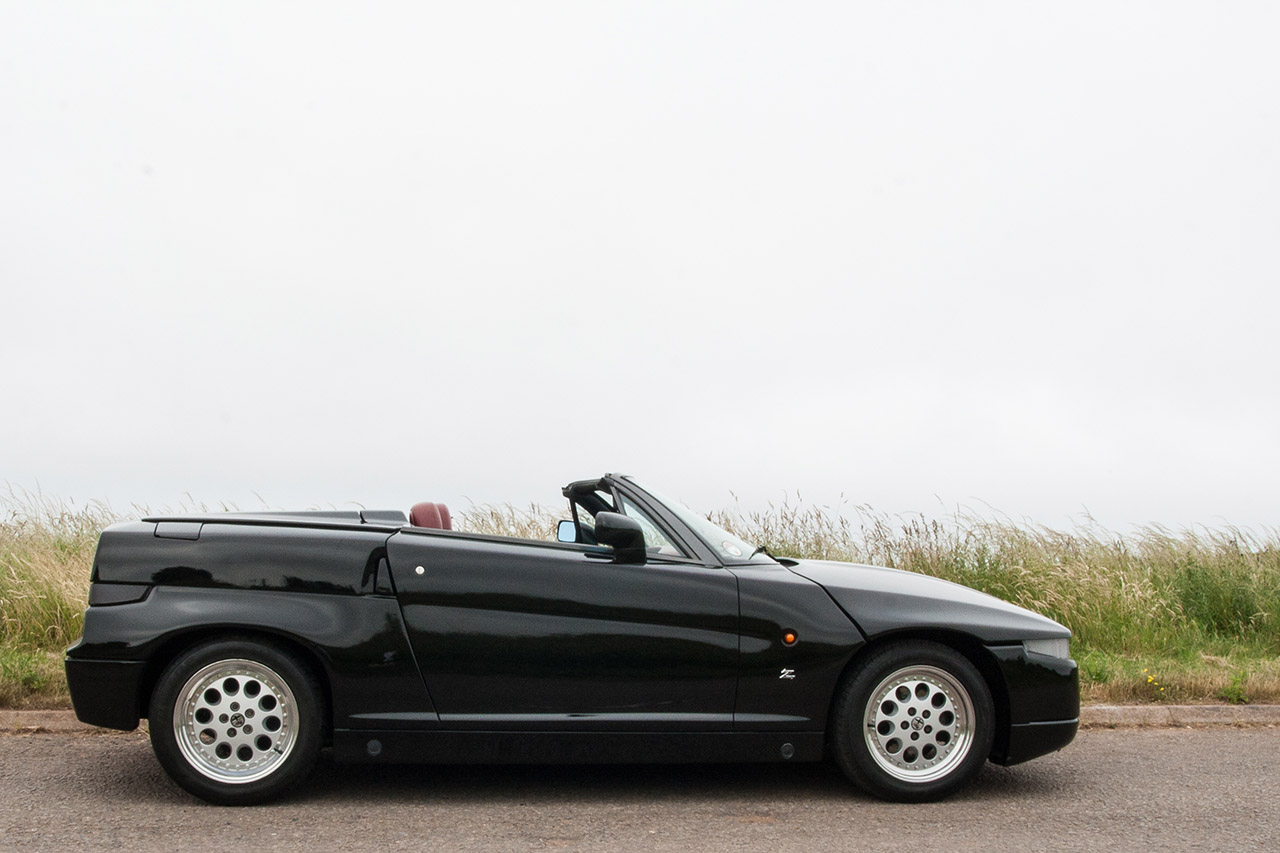
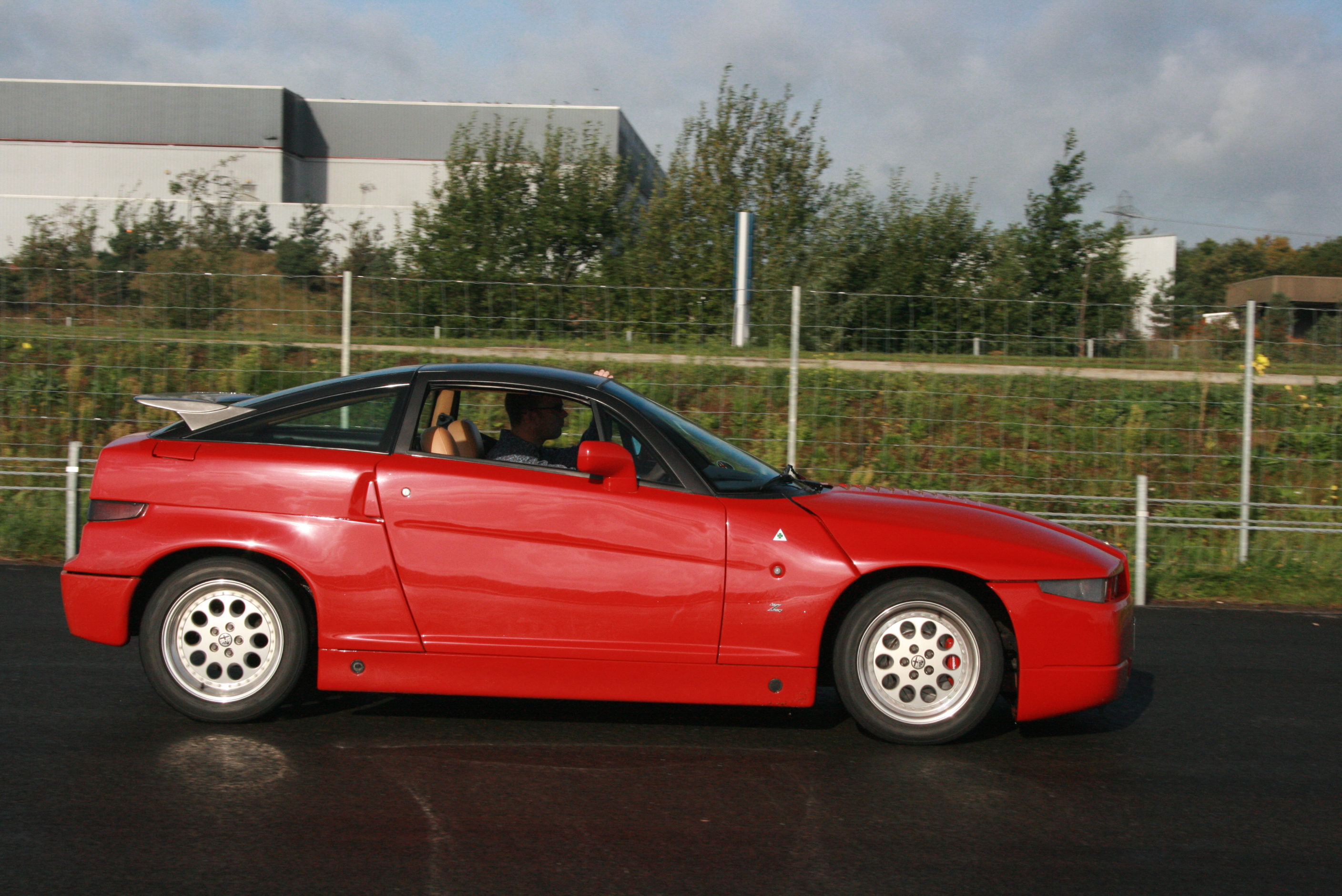